# Pont del Diable (Lles de Cerdanya)
El Pont del Diable de Músser és una obra al municipi de Lles de Cerdanya (Baixa Cerdanya) protegida com a Bé Cultural d'Interès Local.

## Descripció
El Pont del Diable de Músser està localitzat al camí que va de Músser a Lles, i permet travessar el riu d'Aransa. Actualment s'ha recuperat aquest antic camí, què ha esdevingut el Sender de Cerdanya (SC) 42.
Es tracta d'un pont de pedra d'un sol ull fet de granit i lligat amb argamassa.
L'arc de mig punt s'aconsegueix per la tècnica d'aproximació de les pedres.
El pont descansa sobre un pilar a cada banda imbricat a l'aflorament rocós de la llera del riu. No té baranes i el pas és de terra d'uns dos metres d'amplada.